# DR E 15 01
Die E 15 01 (anfangs noch als E 18 01 bezeichnet) der Deutschen Reichsbahn (DR) ist eine von fünf im Jahre 1924 bestellten und 1927/28 ausgelieferten elektrischen Versuchsloks für – heute selbstverständlichen – Einzelachsantrieb. Die von Anfang an als Einzelstück geplante Lok wurde 1962 verschrottet.

## Hintergrund
Im Gegensatz zu diesen Loks waren im Typenplan für Elektrolokomotiven der DR bis dahin eher traditionelle Lokomotiven mit Stangenantrieb vorgesehen. Da bei anderen Bahnen, insbesondere der Schweizer SBB, aber schon gute Erfahrungen mit modernen Lokomotiven mit Einzelachsantrieb gemacht wurden, wollte die DR mit diesen für den Schnellzugdienst vorgesehenen Loks den Anschluss an diese Entwicklung halten. Die weiteren Lokomotiven waren die E 16 101 (Achsfolge 1’Do1’), E 21 01, E 21 02 (2’Do1’) und E 21 51 (ebenfalls 2’Do1’), welche alle Einzelgänger blieben, wogegen hieraus die Baureihen E 17, E 18 und E 04 in größeren Stückzahlen entstanden.
Alle Lokomotiven verfügten über vier einzeln angetriebene Achsen in unterschiedlichen Fahrwerkskonstruktionen und eine Höchstgeschwindigkeit von 110 km/h.

## Technik
Die E 18 01, später E 15 01, hatte die Achsfolge (1’Bo)(Bo1’), also zwei dreiachsige Drehgestelle, von denen die beiden Radsätze an den Fahrzeugenden jedoch nicht angetrieben waren. Diese Achsanordnung blieb in der deutschen Lokomotivgeschichte einmalig; die Idee, Triebdrehgestelle mit einem zusätzlichen, führenden Laufradsatz auszurüsten, wurde in Deutschland nicht wieder aufgegriffen.
Nach der ursprünglichen Ausschreibung von 1925 sollten die beiden von den Siemens-Schuckertwerken, Berlin und den Borsig Lokomotiv-Werken, Berlin-Tegel zu liefernden Versuchsschnellzugloks (diese und die E 16.5) einen Antrieb mit hochliegenden Motoren und Vorgelegen und Hohlwellenantrieb erhalten, ähnlich wie er bei der E 21 51 verwirklicht wurde. Aus Gründen der Gewichtsersparnis einigte man sich aber auf einen Antrieb mit Tatzlagermotoren.
Das Fahrzeug besaß pro Drehgestell zwei festgelagerte Treibachsen, die Laufachse war als Bisselachse mit 80 mm Seitenbeweglichkeit ausgeführt. Die Lager besaßen ursprünglich eine Kissenschmierung, wurden aber 1932 umgebaut. Nach Ende 1929 festgestellten Anbrüchen der Deichseln der Laufradsätze wurden diese durch konstruktiv veränderte ersetzt. Ein Drehzapfen war längsverschiebbar ausgelegt, die beiden Drehgestelle waren mit einer Querkupplung verbunden. Die Vorbauten saßen fest auf den Drehgestellrahmen, die auch die Zug- und Stoßeinrichtungen trugen.
Der Antrieb der Treibachsen erfolgte mittels vier Tatzlagerantrieben mit geradverzahntem Vorgelege und gefedertem Großrad. Nachteilig war, dass sich die Fahrmotoren mit der Hälfte ihrer Masse ungefedert auf den Treibachsen abstützten und so heftigen Stößen bei hohen Geschwindigkeiten ausgesetzt waren. Zur Kühlluftversorgung der Fahrmotoren waren Doppellüfter angebracht, die die Luft aus dem Maschinenraum ansaugten. Bei den Motoren handelte sich um zehnpolige Wechselstrom-Reihenschlussmotoren mit Wendepolen.
Der Lokomotivkasten war auf einem kräftigen Brückenrahmen aufgebaut, der sich über je drei Gleitpfannen auf die Drehgestelle abstützte. Zum Massenausgleich war eine der Gleitpfannen verstellbar. Der Lokomotivkasten selbst bestand aus Stahlblech und einem Profilstahlgerüst. Er verfügte über zwei Maschinenraumdurchgänge und die Dachhaube war über dem Haupttransformator abnehmbar.
Zur Stromabnahme dienten zwei Scherenstromabnehmer Bauart SBS 9 mit Doppelglockenisolatoren. Der Öl-Hauptschalter hatte eine Ausschaltleistung von 1000 MVA. Der Haupttransformator wurde mittels eines Lüfters gekühlt. Die Luft wurde aus dem Maschinenraum angesaugt und durch den Dachaufbau abgegeben. Beim Trafo selbst handelte es sich um einen ölgekühlten Manteltransformator mit liegendem Blechkörper und stehenden Scheibenwicklungen in Sparschaltung. Der Hochspannungsstromwandler, zwei Dreifachdrosseln und der Ausgleichtransformator für die Steuerung befanden sich in einem Ölkessel. Für den Motorstromkreis stand eine Spannung von 0 bis 697 V zur Verfügung, die Hilfsaggregate wurden mit 204 und die Zugheizung mit 833 oder 1020 Volt gespeist.
Die Steuerung erfolgte durch elektromagnetische Schütze mit 21 Dauerfahrstufen. Der Fahrschalter war als waagerecht drehbares Handrad ausgelegt, wobei der Schaltwinkel je Fahrstufe 180° betrug. Die Änderung der Fahrtrichtung erfolgte mittels eines elektropneumatischen Fahrtrichtungswenders mit einem gemeinsamen Antrieb für alle Fahrmotoren.

## Einsatz
Das Anforderungsprofil der Reichsbahn sah auf der Strecke Magdeburg–Halle die Beförderung von 600-t-Schnellzügen mit 95 km/h und 500-t-Personenzügen mit 45 km/h vor. Bei ersten Probefahrten im November 1927 überzeugte die Laufruhe der Lok. Bis zum Jahresende konnten 4604 km zurückgelegt werden.
Nach einem Schaden des Haupttransformators bei einer Messfahrt am 5. Februar 1928 konnte die Lok erst ab dem 10. Mai des folgenden Jahres im Plandienst eingesetzt werden. Eingesetzt wurde die Lok vom Bahnbetriebswerk Leipzig Hbf West, welches sie vornehmlich zwischen Leipzig und Magdeburg vor Personenzügen einsetzte. Im Oktober 1928 wurden durch das Reichsbahnzentralamt Messfahrten durchgeführt. Dabei wurden die geforderten Leistungen erbracht.
Nach einigen kleineren Problemen verschlechterte sich Ende 1929 – nach 100 000 Fahrkilometern – das Fahrverhalten vor allem bei höheren Geschwindigkeiten deutlich, da die Lager der Drehgestellkupplungen ausgeschlagen waren und die Laufradsätze eine zu große Seitenbeweglichkeit aufwiesen. Durch Reparatur der Rückstellvorrichtungen für die Bisselgestelle konnte die Fahrtüchtigkeit wieder hergestellt werden.
Im Oktober 1930 wurde die Lok zur Erprobung im Gebirgsdienst im Tausch gegen eine E 17 nach Schlesien, zum Bahnbetriebswerk Breslau Freiburger Bahnhof überstellt, wo sie für Reisezüge nach Görlitz eingesetzt wurde. Hier erreichte sie eine monatliche Laufleistung von 12 454 km. Aufgrund der bogenreichen Strecke und der stärkeren Beanspruchung verstärkten sich die bereits in Leipzig beobachteten Probleme, was schließlich eine Folgebestellung verhinderte. Mittels eingebauter Federpuffer zwischen den Drehgestellen verbesserte man die Laufeigenschaften auf gerader Strecke. Vor allem die nur teilweise gefedert gelagerten Fahrmotoren waren bei Geschwindigkeiten über 80 km/h starken Stößen ausgesetzt und auch die Gleise wurden entsprechend stark beansprucht.
Da die 1933 bestellte zukünftige Generation von elektrischen Schnellzugloks die Baureihenbezeichnung E 18 erhalten sollte, bezeichnete man die E 18 01 1934 in „E 15 01“ um. Die Lok war unterdessen nach Leipzig zurückgekehrt und wurde im Weiteren zunächst von hier, später vom Bahnbetriebswerk Halle P aus eingesetzt. Mit den Reparationsleistungen gelangte die schadhafte Lok 1946 in die UdSSR. Am 21. November 1952 kehrte sie zurück und war anfangs in Magdeburg-Buckau, später im Raw Dessau als Schadlokomotive abgestellt, bis sie am 28. Februar 1961 ausgemustert und bis zum 31. Juli 1962 zerlegt wurde.